# Heliocheilus albipunctella
Heliocheilus albipunctella (tên tiếng Anh: Millet Head Miner Moth) là một loài bướm đêm thuộc họ Noctuidae. Nó được tìm thấy ở vùng Sahel của Tây Phhi.